# Marie Waltrová

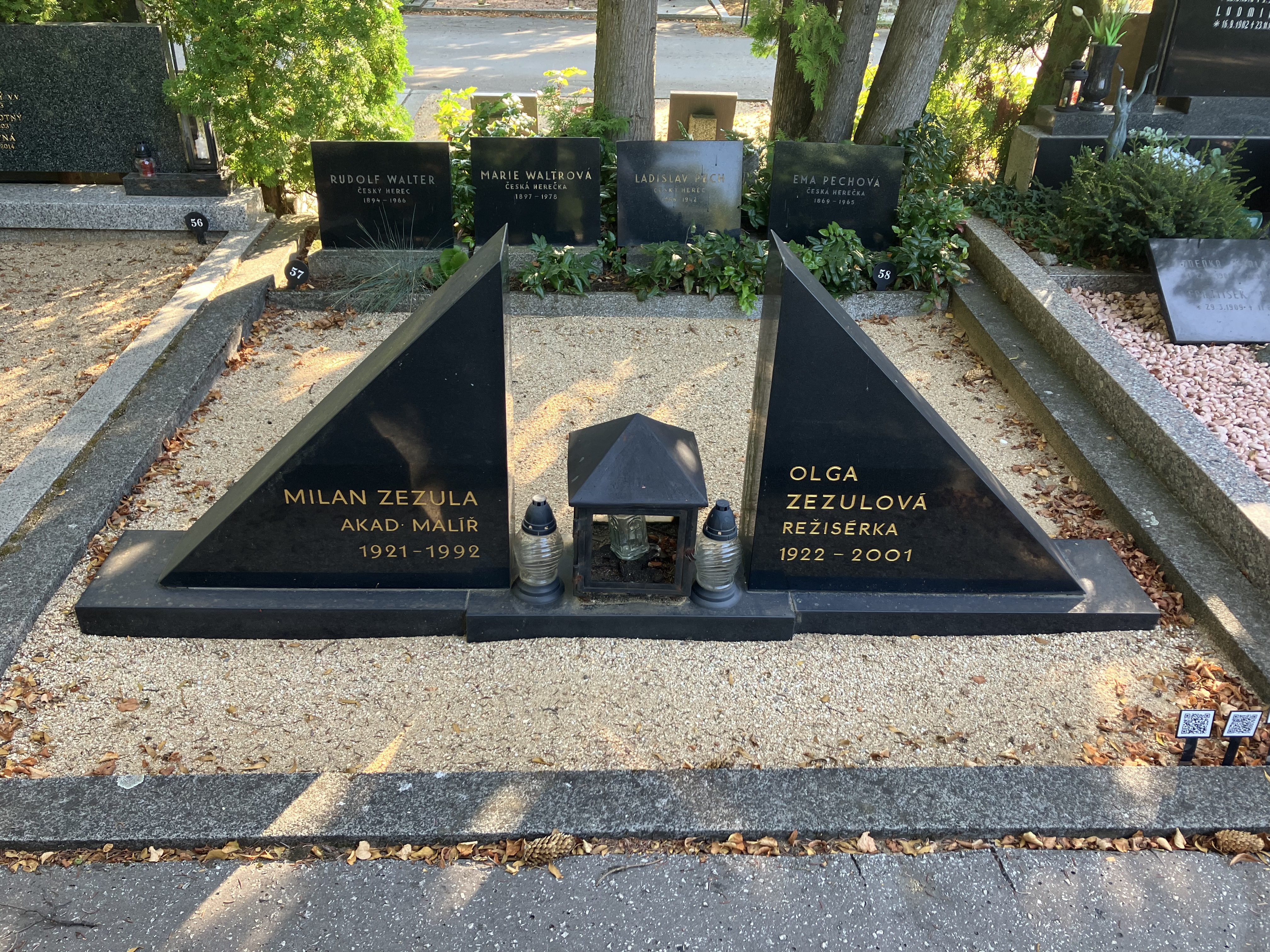
Hrob Marie Waltrové

Marie Waltrová, rozená Pechová (2. dubna 1897 Plzeň – 20. července 1978 Brno) byla česká herečka.

## Život
Narodila se jako Marie Pechová manželům, hercům Emě Pechové a Ladislavu Pechovi. Již od malička stála na divadelních prknech, učila se i hrát na klavír a zpívat. V roce 1915 dostala angažmá v Národním divadle v Brně. Její o devět let mladší bratr Ladislav Pešek byl také hercem. Marie se provdala za divadelního režiséra Rudolfa Waltera, s nímž měla dceru Olgu Zezulovou (1922–2001).
Stala se držitelkou několika vyznamenání za skvělou hereckou práci, například Ceny osvobození, kterou získala v roce 1946.
Zemřela v brněnské nemocnici ve věku 81 let. Je pohřbena na Ústředním hřbitově v Brně, sk. 25b/hr. 57–58.